# Federico Valle
Federico Valle fue un empresario y productor cinematográfico que nació el 21 de enero de 1880 en Asti, Italia y falleció el 25 de octubre de 1960 en Buenos Aires, Argentina, que emigró a este país y fue pionero en su cinematografía. 

## Actividad antes de su llegada a Argentina
Federico Valle se formó como operador de cámara y director en Italia y Francia gracias a las enseñanzas de Georges Méliès y de los hermanos Lumière así como por su trabajo en la Urban Trading-Co. Había trabajado como tomavistas no sólo en Europa sino también en Asia Menor y América. En su trabajo había reflejado las trágicas consecuencias del terremoto de Mesina del 28 de diciembre de 1908 y realizado la primera toma aérea hecha en Europa, desde un avión que piloteó Wilbur Wright en Centocelle, en las afueras de Roma. 

## Su instalación en Argentina
Llegó a Argentina en 1910 con motivo del festejo del Centenario, ya que se encontraba filmando en Brasil. Conoce a quien después fue su esposa y ambos, una vez casados, resuelven dejar Europa e instalarse en la Argentina (1911), ya que habían quedado prendados de estas tierras. Su primera empresa fue en el cine Regina Palace en Mar del Plata que exhibía filmes tanto en la época de veraneo como fuera de ella. Entre 1914 y 1915 instaló un laboratorio para colocar los títulos a películas extranjeras y posteriormente comenzó a producir películas de propaganda comercial a las que con sus colaboradores, en especial el ingenioso peruano José Bustamante y Ballivián, les daba tal originalidad y valores didácticos que en algunos casos llegaron a exhibirse centenares de veces, en ocasiones reclamadas por el público. Estas producciones dieron impulso a “Cinematografía Valle” pero las inquietudes de su propietario lo llevaron a nuevas iniciativas.

## Primeros dibujos animados
Entre febrero y mayo de 1908 Émile Cohl realizó Fantasmagoría, considerada el primer filme totalmente animado. Estaba hecho con 700 dibujos, cada uno de ellos con doble exposición, con los que su exhibición llegaba a casi dos minutos. La película se dio a conocer el 17 de agosto de 1908 en París.

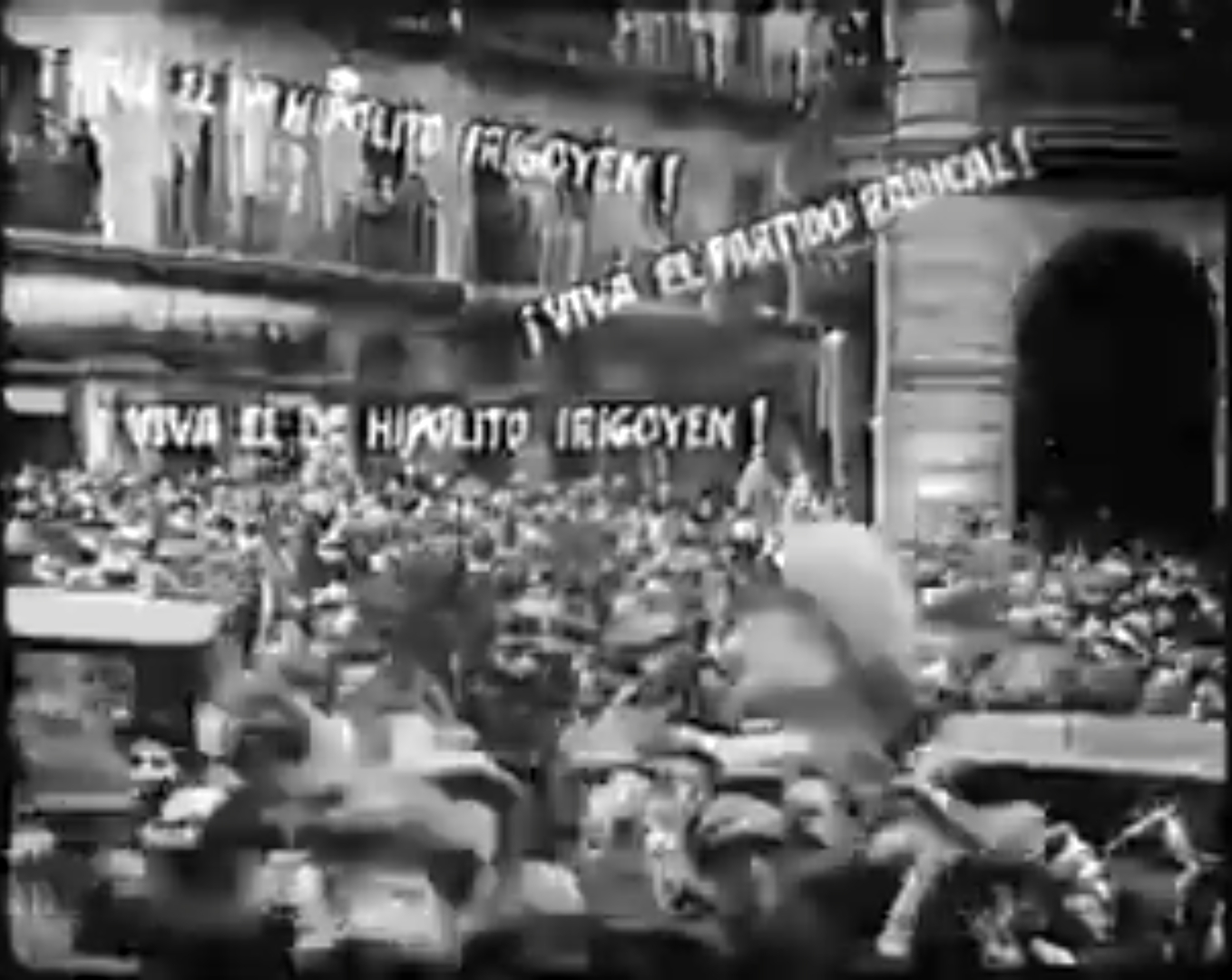

Para 1916, el noticiero de Valle incluyó un corto de animación llamado La intervención en la provincia de Buenos Aires, realizado por el dibujante Quirino Cristiani -luego figura relevante en el limitado desarrollo del cine argentino de animación- referido a esa decisión del presidente Yrigoyen desplazando al gobernador Marcelino Ugarte acusándolo de deshonesto. Desde este primer filme Cristiani usó su propia técnica del dibujo y el recorte de figuras en cartulina, técnica que perfeccionó en sus producciones siguientes y que luego patentó.
Cuando en 1918 Valle emprende la realización de una película de dibujos animados, en la Argentina se tenían solo vagas referencias acerca de los procedimientos y técnicas utilizados. Luego de una tentativa de filmar dibujo por dibujo al aire libre que fracasó porque los saltos de luz fueron insoportables, se construyó el aparato de filmación vertical usado universalmente en este tipo de filmes y se adaptó un motor especial para detener la cámara tras la impresión de cada fotograma. 
Para la película Valle escogió un tema que estaba de actualidad en ese momento en Argentina 1918: los obstáculos que trababan al flamante gobierno de Hipólito Yrigoyen tratados en tono de sátira. Para el libro pidió la colaboración de Alfredo de Laferrère, hijo de Gregorio de Laferrère, el autor de Locos de verano, que llegó a ministro de Relaciones Exteriores del gobierno de Aramburu. 
En El apóstol –tal sería el título del filme- Yrigoyen duerme en su humilde catre y sueña; su otro yo se desprende, va al Olimpo, requiere y obtiene los rayos de Júpiter y los arroja sobre Buenos Aires, para destruir la corrupción y el vicio enquistados en la ciudad. Toda la película reboza de alusiones satíricas a la política presidencial, a los ministros y a varios hechos de actualidad.
El diseño de los dibujos-tipo y las expresiones de los principales personajes se encargaron a Diógenes Taborda, un prestigioso caricaturista político del momento. Demandó más o menos un año la tarea de completar los aproximadamente 58.000 dibujos y las maquetas del filme que se encargó a los colaboradores de Valle: el dibujante Quirino Cristiani y el prodigioso técnico y artesano francés Andrés Ducaud. 
Este último también construyó una notable maqueta de siete metros de ancho que reprodujo Buenos Aires vista desde el río, con sus calles, avenidas y plazas, sus casas, los edificios del Congreso, de la Municipalidad, de Obras Sanitarias, del Teatro Colón, de la Aduana vieja, el puerto con 80 barquitos en sus muelles, más coches y peatones movidos por hilos invisibles.
Sobre esa escenografía Valle desarrolló una acción espectacular para su época. Uno de los rayos lanzados por Yrigoyen desde el Olimpo caía sobre la cúpula del Congreso que se partía y caía hecha añicos, otro hacía desmoronar el edificio de Obras Sanitarias, del que salían incontables chorros de agua por puertas y ventanas; otro incendió el Colon, etc.
Hasta finalizarla Valle debió superar muchos problemas técnicos y cuando finalmente fue estrenada el 9 de noviembre de 1917 en el cine Select Lavalle (el primero instalado en la calle Lavalle que años después tendría la mayor concentración de cines del país) estuvo en cartelera un año e impresionó al público aunque no en una magnitud correlativa al esfuerzo que demandó realizarla. En un congreso de cine de animación realizado en Berlín, 1970, se reconoció que El Apóstol es cronológicamente el primer largometraje en dibujo realizado en el mundo, pues precedió al norteamericano El hundimiento del Lusitania, de Winsor McCay, a quien exigió veintidós meses de trabajo y veinticinco mil dibujos.

## Una noche de gala en el Colón
Lejos de desalentarse, Valle emprendió otro largometraje, esta vez con muñecos, técnica que había utilizado en una película de pocos metros hecha sobre originales del pintor Horacio Butler, único antecedente de filmes de ese tipo hasta ese momento en el país. La nueva producción, que estaba en la misma línea de humor, imaginación y sátira yrigoyenista de El apóstol, se tituló Una noche de gala en el Colón y también fue conocida como Carmen criolla, porque su acción transcurría en el teatro Colón mientras se realizaba una función de gala con la representación de la ópera Carmen, de Bizet. La primera parte de la película está animada por muñecos y comienza en el vestíbulo, con la llegada de los personajes y formación de corrillos, sigue con la entrada a la sala y concluye cuando todos están ya sentados. La segunda, en dibujos, consiste en la representación de la opera, con Yrigoyen haciendo de Carmen - ministros y amigos como otros personajes - Don José Escamillo, Micaela, el Remendao- acompañados todos por una orquesta integrada por gatos. 
Taborda hizo los diseños de los "tipos" optando por prescindir de la exageración caricaturesca y ajustarse más a la realidad que en el filme anterior. Además de figuras del yrigoyenismo estaban incluidos otras personalidades de la época, como Benito Villanueva, Julito Roca (futuro vicepresidente de Justo), Saavedra Lamas (futuro premio Nobel de la Paz y ministro de Relaciones Exteriores del mismo gobierno) y Guerrico Williams (propietario de una prestigiosa casa de remates) así como también conocidos personajes excéntricos de la ciudad como el "Payo" Roque y el "Negro" Raúl. 
Para Una noche de gala en el Colón, sobre los originales diseñados por Taborda un escultor confeccionó los modelos en plastina; luego de las correcciones se prepararon moldes y se hicieron y pintaron los muñecos definitivos. Para los que representaban los personajes que tenían que hablar, se hicieron varias cabezas con diferentes posturas de labios, enarcamiento de cejas, etc., de manera que al fotografiarse según cierto orden dieran la ilusión de estar conversando. El ambiente del Colón fue reproducido por Ducaud en una minuciosa maqueta. Si bien la película resultó imperfecta y fue favorecida por el público dejó enseñanzas útiles para quienes la realizaron. 

## Sin dejar rastros
Un nuevo proyecto de cine animado fue Sin dejar rastros (1918) también dirigido por Quirino Cristiani que hacía referencia a un episodio ocurrido durante la Primera Guerra Mundial, que todavía continuaba, referido al hundimiento de la goleta Monte Protegido por parte de un submarino alemán que había provocado en el país manifestaciones de quienes propugnaban el abandono de la neutralidad y el apoyo a los Aliados, y que finalizó con las excusas del Imperio Alemán. El filme duró un solo día en cartelera, no tuvo una buena aceptación por la opinión pública, la prensa no mencionó su existencia y fue confiscado por el Ministerio de Relaciones Exteriores que no quería una confrontación contra Alemania.

## Filmando en los lagos del Sur
Siguieron Jangada florida, Patagonia, Allá en el sur y El paraíso ignorado, dirigidas por Arnold Etchebehere que hicieron conocer las bellezas panorámicas sureñas, fomentando el turismo de la región. Como gran parte del material fílmico se estropeó por fallas del negativo, hubo que rodar escenas adicionales en las barrancas de San Isidro para completar la película. En Patagonia intervino la actriz Amelia Mirel, en Jangada florida y Allá en el sur, Raquel Garín y en todas ellas Nelo Cosimi y el galán Arauco Radal.

## Película en las Orcadas del Sur
En 1924 Valle aceptó una propuesta de filmar en las islas Orcadas por parte de José Manuel Moneta que ya había sido integrante del equipo que había pasado el año anterior en el observatorio meteorológico permanente creado en 1904 ubicado en ellas y que volvería en 1925. Se le dio entrenamiento como operador y se le proveyó de una cámara y película virgen. Con el resultado de la filmación Bustamante "montó" una simpática historia sobre una familia de pingüinos. Sobre lo ocurrido luego hay discrepancias de detalle entre las fuentes. Di Núbila dice que se quemó en el incendio que afectó Cinematografía Valle en 1926 justo cuando fue terminada por lo que no fue exhibida en tanto que Diego A. del Pino afirma que cuando el filme se quemó ya había comenzado a exhibirse Lo cierto es que los dos autores coinciden en que ante ese hecho Moneta repitió la filmación en 1927 y con el material se obtuvo una película de unos veinte minutos que fue exhibida con mucho éxito. En su libro, Cuatro Años en las Orcadas del Sur, Moneta describe el suceso de la película perdida y de la segunda filmación estrenada con el nombre Entre los hielos de las Islas Orcadas. Sin embargo, este film se perdió como parte del lote de filmes que Valle vendió como celuloide en 1930.

## Éxito en el ring
El Toro salvaje de las Pampas producida por Valle y dirigida por el director italiano, Carlo Campogalliani sobre libro de Bustamante fue uno de los mayores éxitos de la empresa. Titulada con el apodo de Luis Ángel Firpo aprovechó la enorme popularidad que tuvo este boxeador después de la legendaria pelea en que sacó del ring de un puñetazo al campeón mundial Jack Dempsey. La trama es acerca de un pugilista que deja el boxeo para olvidar una desgracia, pero vuelve a pelear cuando su hijo enfermo necesita remedios. El director incluyó muchas peleas -unas ficticias y otras auténticas tomadas del FilmRevista.
Del mismo director fue La mujer de medianoche producida por Valle junto a Pablo Benedetti en 1925, con Letizia Quaranta y Adiós Argentina, dirigida por Mario Parpagnoli, en la que tuvo un pequeño papel Libertad Lamarque que en esa época integraba la compañía de Pierina Dealessi. Se trata de una de las primeras coproducciones realizadas en Argentina, en este caso con Brasil y es el primer filme que incluía el pentagrama musical en la parte inferior del fotograma, para que las orquestas pudieran tocar la música que correspondía desde la pantalla del cine.

## Cine de ficción
El primer largometraje de ficción que hizo Valle fue EI ovillo fatal, con Vina Velázquez, un melodrama de
aventuras con influencias de Los peligros de Paulina, la muy popular película en episodios protagonizada por Pearl White. 
Más adelante produjo Flor de durazno (1917) dirigida por Francisco Defilippis Novoa, sobre el libro de Hugo Wast, con una participación del todavía no conocido Carlos Gardel, Luego produjo Milonguita (1922), dirigida por Bustamante y Ballivián, con un guion propio basado en el personaje del tango del mismo nombre de Enrique Delfino, una película con juegos de planos, acción paralela, contraluces y demás invenciones del director D. W. Griffith de quien era admirador. El papel protagónico correspondió a María Esther Lerena. También en 1930, Valle produce El drama del Collar dirigida por Arturo S. Mom y José Bustamante y Ballivián, pero la película queda inédita por deficiencias de sonido. Finalmente, en noviembre de ese año, se estrena La canción del gaucho con la dirección de José Agustín Ferreyra, última película producida por Federico Valle.

## Otros documentales producidos por Valle
En su haber como director se cuentan Misiones (1917), El azúcar (1926) y Federales y unitarios (1928). Ya en 1929, produce el documental Por tierras argentinas, de 1 hora 20 minutos de duración, en el que realiza un recorrido por todo el territorio argentino desde la Antártida hasta Jujuy y desde el océano Atlántico hasta la cordillera de los Andes. Registra espacios y paisajes, con un cierto hilo argumental, en cierto sentido un guion y un uso registrado de los recursos, teniendo un mayor y mejor dominio del lenguaje cinematográfico. Valle conformó un estilo propio, utilizó el humor como valor en el relato documental, incluyó la caricatura, y experimentó la sinfonía urbana con largos travellings y puestas de cámara expresivas en Correos 
y telégrafos (1930). Además de las ediciones del noticiero, Federico Valle produjo más de mil documentales e industriales, algunos de los cuales exhibió en París y fueron reconocidos por diplomáticos y periodistas como demostración de lo que un cine puede hacer por la difusión de su país.

## Los cortometrajes de Gardel
En 1930 Valle produjo en sus “Estudios Valle” sobre la calle México, una serie de quince cortometrajes filmados, en los que aparece Gardel cantando junto a sus guitarristas, Barbieri, Aguilar y Riverol. Además, participan de la producción Celedonio Flores, Arturo de Nava, Francisco Canaro y Enrique Santos Discépolo. Bajo la dirección de Eduardo Morera, los rodajes se llevaron a cabo entre el 23 de octubre y el 3 de noviembre, en horario nocturno, filmando en tandas de dos o tres cortos por día. Valle tenía la intención de presentarlos como complemento de sus noticiarios "Actualidades Sonoras Valle". De los quince cortos filmados, sólo diez de ellos pudieron exhibirse, el resto fue descartado por fallas técnicas. Los cortos se estrenaron recién a partir del martes 3 de mayo de 1931 en el cine Astral, bajo el título de “Variedad Musical”.

## El noticieroFilm Revista Valle
Valle produjo el Film Revista Valle, el primer noticiero argentino que aparecía semanalmente. Durante diez años consecutivos salía todos los jueves a las 5 de la tarde más frecuentes ediciones extras cuando los acontecimientos de actualidad lo requerían, llegando a 657 ediciones. Con la llegada del sonido, en junio de 1930, pasó a llamarse Actualidades Sonoras Valle. Por el equipo de Valle pasaron competentes colaboradores como Juan Arnold y Alberto Etchebehere, Antonio Merayo, Francis Boeniger, Roque Funes, Antonio Prieto, Pio Quadro, Alberto Sorianello, Domingo Sorianello, Fernando y Tulio Chiarini, César Sforza, Andrés Ducaud, Roberto Baldiserotto, Mario Fezia, Quirino Cristiani, José Lara, Francisco Escribano y Francisco Mayrhofer , entre otros. También colaboraban Bustamante y Ballivián en la redacción de textos, Chas de Cruz, Epifanio Aramayo, Luis José Moglia Barth, Eduardo Morera, José Bohr, Miguel Ángel Dubini, Carlos Seidel, José Allo, Roberto Raffo y Roberto Kulensmidt.
Di Núbila opinó que “el "Film Revista Valle" tuvo la inquietud, palpitación y agudeza del mejor periodismo cinematográfico, despertó vivo interés en el público y superó, en competencia a veces feroz, a los noticiarios de Glücksmann. Desapareció hacia 1930, cuando Valle se arruinó por haber invertido casi todos sus recursos en un ambicioso proyecto de enseñanza mediante películas en las escuelas, que fue cancelado por el gobierno de Uriburu.”
Cuatro años antes un incendio había destruido todas sus instalaciones y archivos y cuando intentó vender las ediciones del noticiero, un documento valiosísimo, ningún particular o entidad oficial se interesó y solo fue adquirido por una fábrica para aprovechar el celuloide para fabricar peines.
Retirado totalmente de la actividad, en 1958, el gobierno le dio un cargo temporario en el Instituto Nacional de Cinematografía y en 1959 el Congreso de la Nación le otorgó una pensión.
El 25 de octubre de 1960 Federico Valle falleció en la ciudad de Buenos Aires.

## Filmografía
Productor
- Rosas de otoño (1931)
- Adiós Argentina (1930)
- Leguisamo solo (1930)
- El quinielero (1930)
- Añoranzas (1930)
- Canchero (1930)
- El carretero (1930)
- El drama del collar (1930)
- Enfundá la mandolina (1930)
- La canción del gaucho (1930)
- Mano a mano (1930)
- Padrino pelao (1930)
- Tengo miedo (1930)
- Viejo smoking (1930)
- Yira, yira (1930)
- La vuelta del toro salvaje (1924)
- Milonguita (1922)
- Los hijos de naides (1921)
- El apóstol (1917)
- Flor de durazno (1917)
- El cóndor de los Andes (1916)

Director
- Correos y telégrafos de la Nación (1930)
- Por tierras argentinas (1929)
- Federales y unitarios (1927)
- El azúcar (1926)
- Actualidades de la Ciudad de Buenos Aires (1923)
- En pos de la tierra (1921-1922)
- Una noche de gala en el Colón (1918)
- Misiones (1917)